# Thunbergia kirkii
Thunbergia kirkii é uma espécie de planta com flor pertencente à família Acanthaceae.
A autoridade científica da espécie é Hook. f., tendo sido publicada em Bot. Mag. 109: t. 6677. 1883.

## Moçambique
Trata-se de uma espécie presente no território moçambicano, nomeadamente em Zambézia (regiões como estão definidas na obra Flora Zambesiaca).
Em termos de naturalidade trata-se de uma espécie nativa.